# Desești
Desești – wieś w Rumunii, w okręgu Marmarosz, w gminie Desești. W 2011 roku liczyła 882 mieszkańców.